# Poker Dice

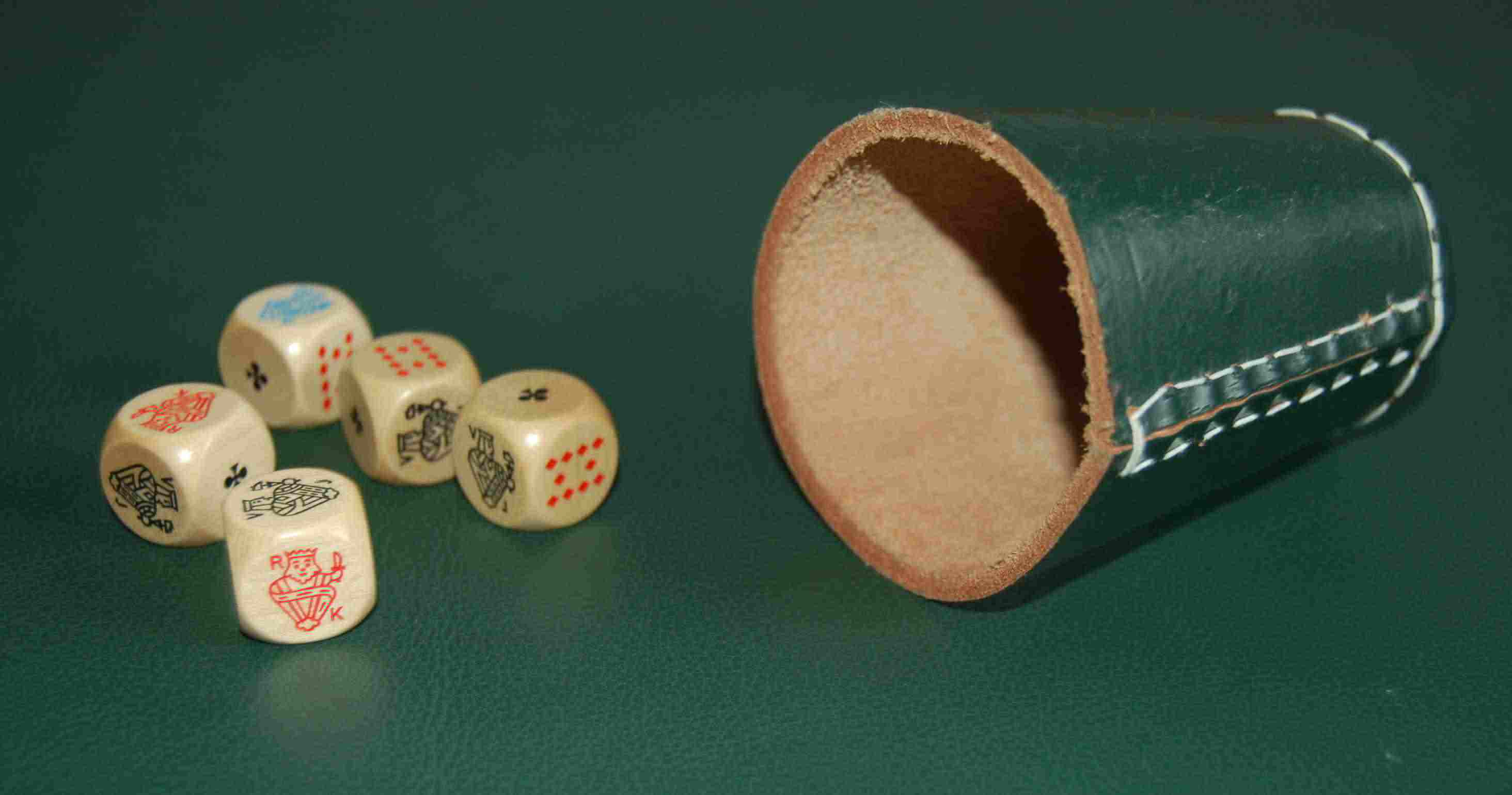
Pokerwürfel mit Würfelbecher

Poker Dice oder Offenes Würfelpoker ist ein vom Kartenspiel Poker inspiriertes Würfelspiel. 

## Die Regeln
Poker Dice ist ein Spiel für zwei Personen. Man spielt mit einem Satz von fünf Pokerwürfeln, vorzugsweise spielt jedoch jeder Spieler mit einem eigenen Satz.
Ein Spieler beginnt, schüttelt die Würfel in seinem Becher und wirft seinen Satz in die Würfeltasse. Ziel des Spieles ist es, eine höhere Pokerkombination als der Gegner zu erreichen. 

### Die Kombinationen (Hands)
Die Kombinationen lauten in absteigender Reihenfolge
- Five of a kind, fünf Gleiche, z. B. fünf Zehner.
- Four of a kind, vier Gleiche, z. B. vier Buben.
- Full house, ein Drilling und ein Paar, z. B. drei Asse und zwei Damen.
- High straight, die fünf aufeinander folgenden Werte A–K–D–B–10 und
- Low straight, die fünf aufeinander folgenden Werte K–D–B–10–9 (siehe unten).
- Three of a kind, drei Gleiche, z. B. drei Asse.
- Two pairs, zweimal zwei Gleiche, z. B. zwei Buben und zwei Neuner; hier wird nach dem höchsten Paar gewertet.
- One pair, zwei Gleiche, z. B. zwei Zehner.
- Runt, keine Kombination, z. B. A–D–B–10–9.

Bei gleichartigen Kombinationen erfolgt die Reihung analog den Regeln des Poker-Spiels mit Karten; so schlagen z. B. „Drei Zehner, ein Ass und eine Dame“ eine Hand von „Drei Zehner, ein Ass und eine Neun“.
Sollte der Spieler mit seinem ersten Wurf nicht zufrieden sein, so darf er einen oder mehrere Würfel aufnehmen und nochmals werfen. Im Laufe eines Spieles darf ein Spieler jedoch höchstens drei Mal würfeln. 
Wirft er beim ersten Wurf etwa nur One pair, so kann er z. B. drei Würfel aufnehmen, um zu versuchen, durch einen folgenden Wurf Three of a kind, Full house oder gar Four bzw. Five of a kind zu erhalten.
Hat der erste Spieler das Würfeln beendet, so ist sein Gegner an der Reihe. Auch er hat drei Würfe zur Verfügung, insbesondere auch dann, wenn der erste Spieler sein Spiel bereits nach dem ersten oder zweiten Wurf beendet (siehe unten). 
Wer die höhere Kombination vorweisen kann, gewinnt. Sollten beide Spieler die exakt gleiche Kombination vorweisen, so ist das Spiel unentschieden.

### Wettrunden
Beim offenen Würfelpoker kann – wenn um Geld und nicht nur um Getränke gespielt wird – ganz analog dem Pokerspiel mit Karten in mehreren Wettrunden (Betting intervals) gesetzt werden – damit wird Poker Dice zu einem sehr anspruchsvollen Spiel. 
Vor Beginn einer Partie werden ein Minimum und ein Maximum, z. B. das Fünffache des Minimums, festgelegt.
- Vor dem ersten Wurf setzen beide Spieler einen Grundeinsatz (Ante) in Höhe des Minimums in den Pot.
- Vor dem zweiten Wurf folgt die erste Wettrunde. Der Werfer kann nun entweder einen zusätzlichen Betrag in den Pot zahlen (Bet) oder abwarten (Check). Danach ist sein Gegner am Wort. Dieser kann die zusätzliche Wette entweder halten (Call), seinerseits erhöhen (Raise) oder aussteigen (Fold) und das Spiel verloren geben. Hat der Werfer nicht gesetzt, so kann sein Gegner entweder ebenfalls abwarten, oder seinerseits eine Wette setzen. In jeder Runde ist nur ein Bet und ein Raise möglich.

Nach demselben Muster werden die weiteren Wettrunden durchgeführt, und zwar 
- vor dem dritten Wurf des ersten Spielers,
- vor dem ersten Wurf des zweiten Spielers (siehe unten),
- vor dem zweiten Wurf des zweiten Spielers,
- vor dem dritten Wurf des zweiten Spielers.

### Ergänzungen
- Ob man vor dem ersten Wurf des zweiten Spielers wetten darf oder nicht, wird sehr unterschiedlich gehandhabt – diesen Punkt sollte man vor Beginn einer Partie klären.

- Zuschauer, sogenannte Kiebitze, können jederzeit unter sich auf den Sieg des einen oder anderen Spielers zu untereinander vereinbarten Quoten wetten.

- Nehmen mehr als zwei Personen am Spiel teil, so werden keine Wettrunden durchgeführt und nur die Siege gezählt. In diesem Fall wird häufig so verfahren, dass, wenn der erste Spieler sein Spiel nach einem bzw. zwei Würfen beendet, die übrigen Spieler auch nur ein bzw. zweimal würfeln dürfen. Jeder Spieler darf einmal eine Runde als erster Spieler beginnen; eine Partie ist beendet, sobald ein Spieler fünf Siege erreicht hat. Der Gewinner erhält die Siegesprämie und je nach Vereinbarung von den Verlierern die Punktedifferenz ausbezahlt. Diese Spielweise wird im Regelbuch der Firma Piatnik Wien als Eskalero-Start-Poker bezeichnet.

- Beim Poker Dice wird häufig ohne Straights gespielt, dies sollte man vor Beginn einer Partie vereinbaren.

- Poker Dice wird auch häufig mit Augenwürfeln gespielt, dabei zählt man in den USA vielfach die Eins (Ace) als höchsten Wert, also 1–6–5–4–3–2, ausgenommen bei den Straights, d. h. High straight ist 6–5–4–3–2 und Low straight ist 5–4–3–2–1.

## Weitere Spiele mit Pokerwürfeln
- Liar Dice
- Escalero